# Dytiko
Dytiko (griechisch Δυτικό (n. sg.), vereinzelt auch Dytikos Lendas, Δυτικός Λέντας (m. sg.)) oder Diskos (Δίσκος oder Δύσκος) ist eine kleine Strandsiedlung an der Südküste der griechischen Insel Kreta. Sie befindet sich 1,5 km westlich des Dorfes Lendas auf dem Weg Richtung Gerokambos und Tsigounas. Beide Orte trennt eine vorgelagerte Landzunge, die die Form eines Löwen hat.
Der Ort entstand größtenteils in den 1980er-Jahren, als Lendas ein beliebtes Ziel für Rucksacktouristen war, die vor allem in der Bucht hinter dem Löwen als geduldete Wildcamper unterkamen. Mittlerweile gibt es bereits vier Restaurants und vier Zimmervermietungen. Der Ortsname bedeutet „westlich“.